# Berenguer Ramon I. Provensálský
Berenguer Ramon I. Provensálský (1115 Mauguio - 1144 Melgueil) byl provensálský hrabě v letech 1131-1144, syn barcelonského hraběte Ramona Berenguera III. a Dulce Provensálské.
Berenguer Ramon I. byl mladším synem a proto podědil po matce provensálské hrabství (starší bratr
Ramon Berenguer IV. získal po otci hrabství barcelonské). Nový provensálský hrabě se roku 1135 oženil s Beatrix, dcerou hraběte z Melgeuil a Vilemíny z Montpellieru. Z tohoto manželství se narodil jediný syn Ramon Berenguer II.
Berenguer Ramon I. strávil celý svůj život tahanicemi s pány z Baux, kteří si také dělali nároky na hraběcí titul (potomci Berenguerovy tety z matčiny strany Štěpánky, provdané za Raimonda z Baux). Zemřel na válečné výpravě.